# روب مينكوف
روب مينكوف هو مخرج أمريكي ولد في 11 أغسطس 1962.

## روابط خارجية
- روب مينكوف على موقع IMDb (الإنجليزية)
- روب مينكوف على موقع ألو سيني (الفرنسية)
- روب مينكوف على موقع ميوزك برينز (الإنجليزية)
- روب مينكوف على موقع تيرنر كلاسيك موفيز (الإنجليزية)
- روب مينكوف على موقع أول موفي (الإنجليزية)
- روب مينكوف على موقع بوكس أوفيس موجو (الإنجليزية)
- روب مينكوف على موقع قاعدة بيانات الأفلام السويدية (السويدية)
- روب مينكوف على موقع قاعدة بيانات الفيلم (الإنجليزية)
- روب مينكوف على موقع كينوبويسك (الروسية)